# Viviendas de la Montaña
Las Viviendas de la Montaña (en danés: Bjerget) es un edificio ganador de premios en el distrito de Ørestad de Copenhague en Dinamarca, que consiste en apartamentos sobre un estacionamiento de múltiples pisos. El edificio fue diseñado por el grupo de arquitectura danés Bjarke Ingels Group. Los apartamentos van ascendiendo de manera escalonada en la pendiente diagonal del techo del estacionamiento del edificio, desde el nivel de calle hasta el undécimo piso, creando así una “ladera” que da al lado sur del edificio. Cada apartamento cuenta con un "Traspatio" que está ubicado en el techo del apartamento del frente, un piso más abajo. Las casas-patio resultantes son un intento de balancear “Los esplendores del traspatio suburbano con la intensidad que conlleva un estilo de vida urbano”. A través del edificio hay una dinámica con la metáfora de una montaña así como el choque entre la vibra urbana del aparcamiento interior con los alrededores y la ladera tranquila y orgánica.

## Estacionamiento

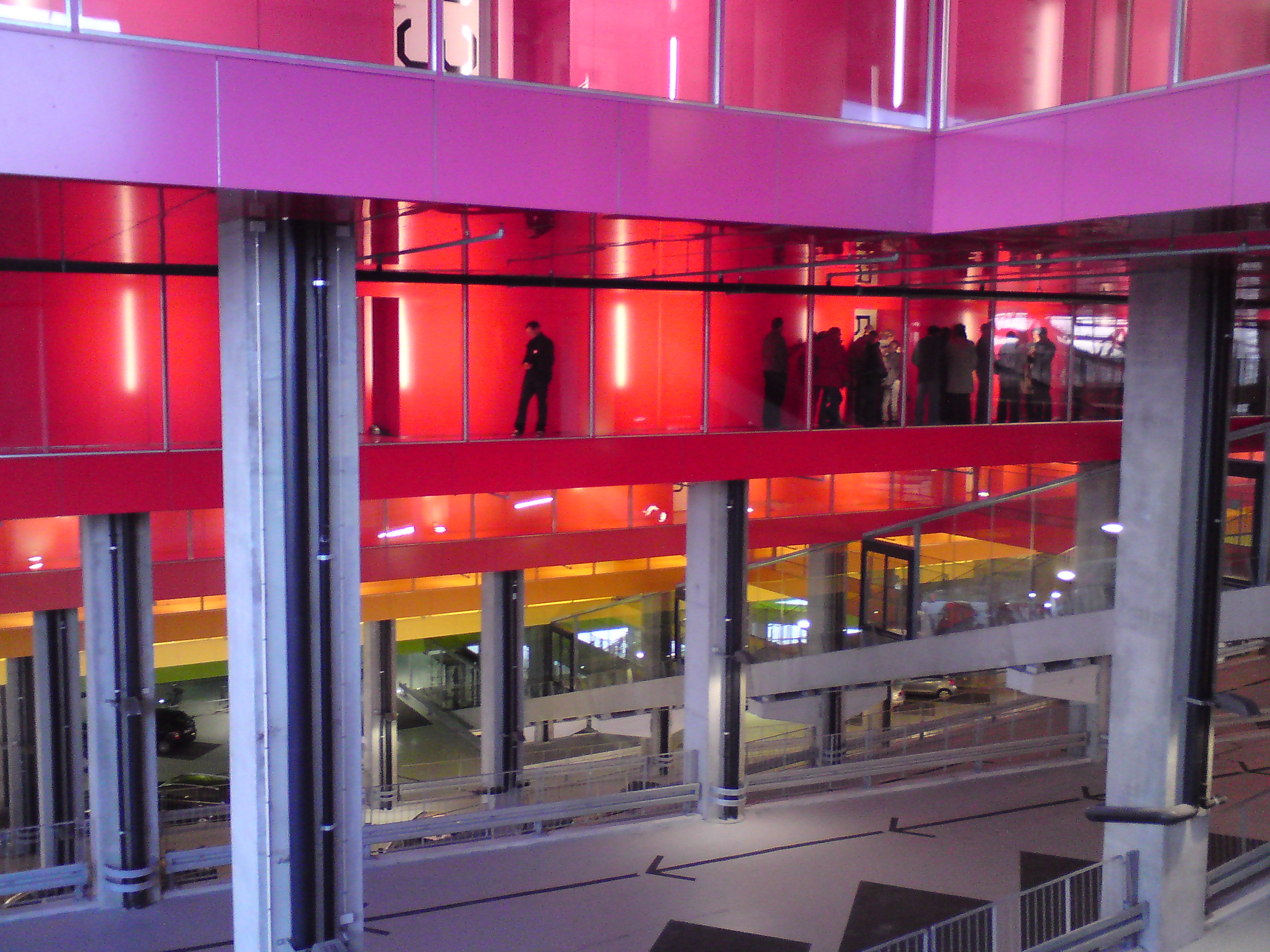
El interior

El estacionamiento contiene lugares de aparcamiento hasta para 480 autos. El espacio comprende techos de hasta 16 metros de alto y el lado más bajo de cada nivel de apartamentos está cubierto de aluminio pintado en una gama de colores y tonos psicodélicos que pertenecen a los mismos colores que usó Verner Panton (diseñador danés de mueblas de las décadas de los 60 y 70). Los colores se mueven simbólicamente desde el verde que representa la tierra, pasando por amarillo, naranja, naranja oscuro, rosa cálido y morado hasta llegar a un azul muy brillante por el cielo. Al ser un podio en pendiente para que las unidades residenciales descansen, maximiza la luz del día y las vistas, el espacio central del garaje también sirve como un atrio que sostiene la circulación del edificio, siendo la única forma de acceso a los departamentos. Unas escaleras de metal suben a través del espacio principal sobre el estacionamiento, proporcionando acceso a los pasillos a través de conexiones de concreto de aspecto industrial, mientras un elevador manufacturado en Suiza se mueve a lo largo de la pared del garaje. El pasillo de cada nivel está cerrado y se encuentra rodeado por metal pintado en ambos lados, interior y exterior, coloreados de acuerdo al piso, con los mismos tonos que fueron usados en el espacio principal.

## Apartamentos
El techo es una pendiente con una sola capa de 80 penthouses. Cada apartamento tiene una planta en forma de L y una terraza con un pequeño jardín por fuera, el cual se encuentra en el apartamento de en frente en el nivel de abajo. El diseño fue inspirado a partir de los desarrollos de casas suburbanas adosadas. La forma en L de la planta baja en combinación con el patio fue inspirado por las Kingo Houses de Jørn Utzon en el norte de Copenhague. Las fachadas de los apartamentos que dan a los jardines están cubiertos de madera no tratada, la cual comunica un sentido más orgánico y un sentimiento de calma.

## Ilustraciones Artísticas y Elementos Ornamentales

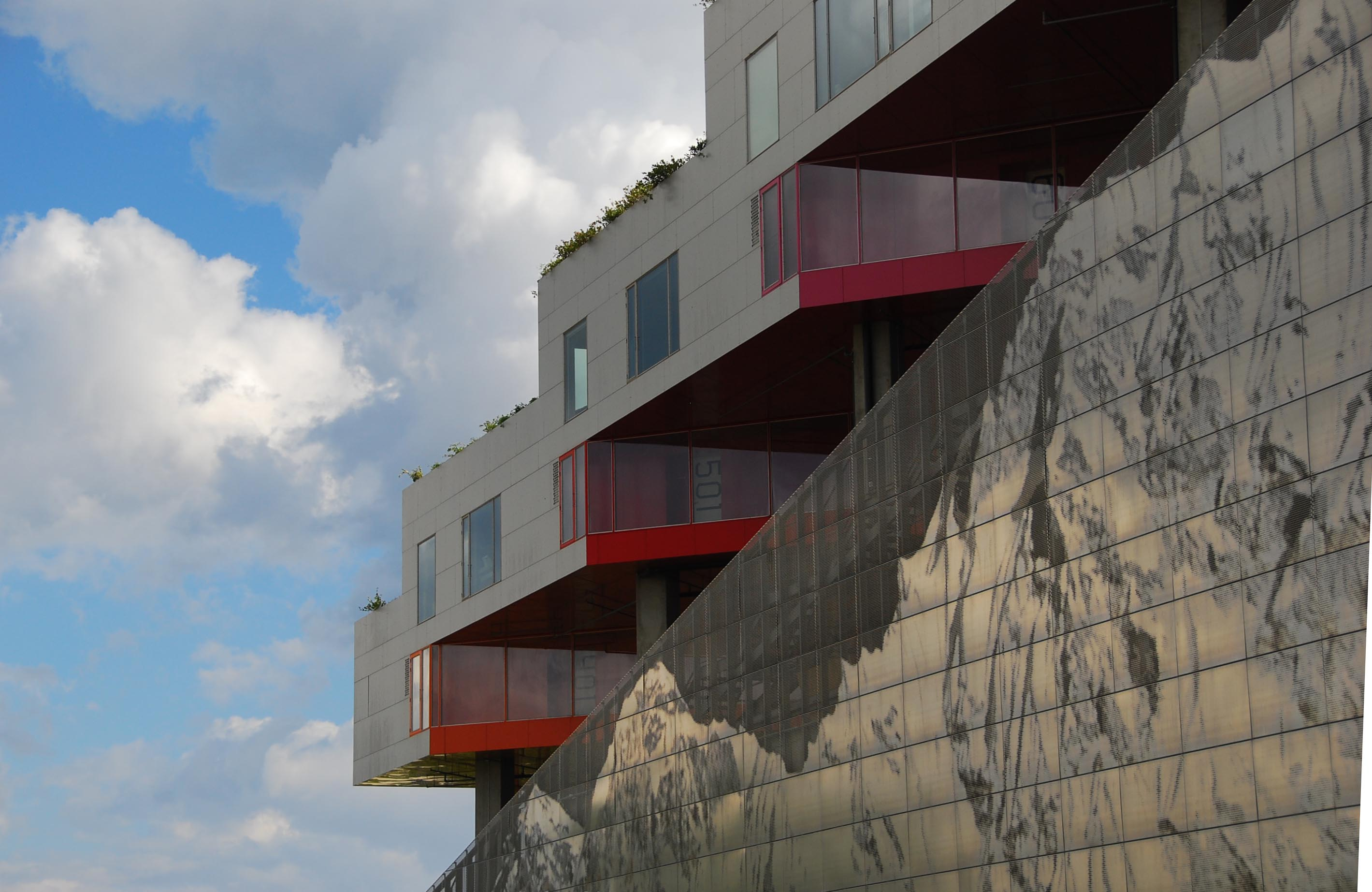
El interior

### Panorama del Himalaya
Las fachadas norte y oeste del estacionamiento representan un mural fotorealista de 3000 m2 de los picos de las montañas del Himalaya. El estacionamiento está protegido del viento y de la lluvia por unas láminas enormes de aluminio, las cuales están perforadas para permitir el paso de la luz y una ventilación natural. Controlando el tamaño y espaciado entre las perforaciones se representa una imagen gigante del Monte Everest a lo largo de las fachadas. La imagen se basa en la foto de un fotógrafo del Himalaya Japonés, la imagen tuvo que ser alargada para poder encajar en las proporciones del sitio.

### Murales
Las paredes interiores del estacionamiento están decoradas con una serie de murales hechos por el artista callejero francés Victor Ash, quien representa escenas de la naturaleza sobre alces y lobos parados sobre “Montañas automóviles” hechas de autos destrozados.

### Plantaciones
Los jardines del techo cuentan con jardineras en las orillas con formas de rieles de plantas, diseñadas para bloquear la vista de los vecinos desde los pisos de abajo y conservar la privacidad. Las plantas que se emplearon fueron coordinadas en cuanto a su especie y sus colores con el fin de representar un cambio gradual en la montaña de acuerdo a su pendiente, la altura y el cambio de las estaciones. El edificio cuenta con un extenso sistema de riego que reúne y utiliza el agua de lluvia para regar constantemente las plantas durante las temporadas de sequías.

### Otros Usos

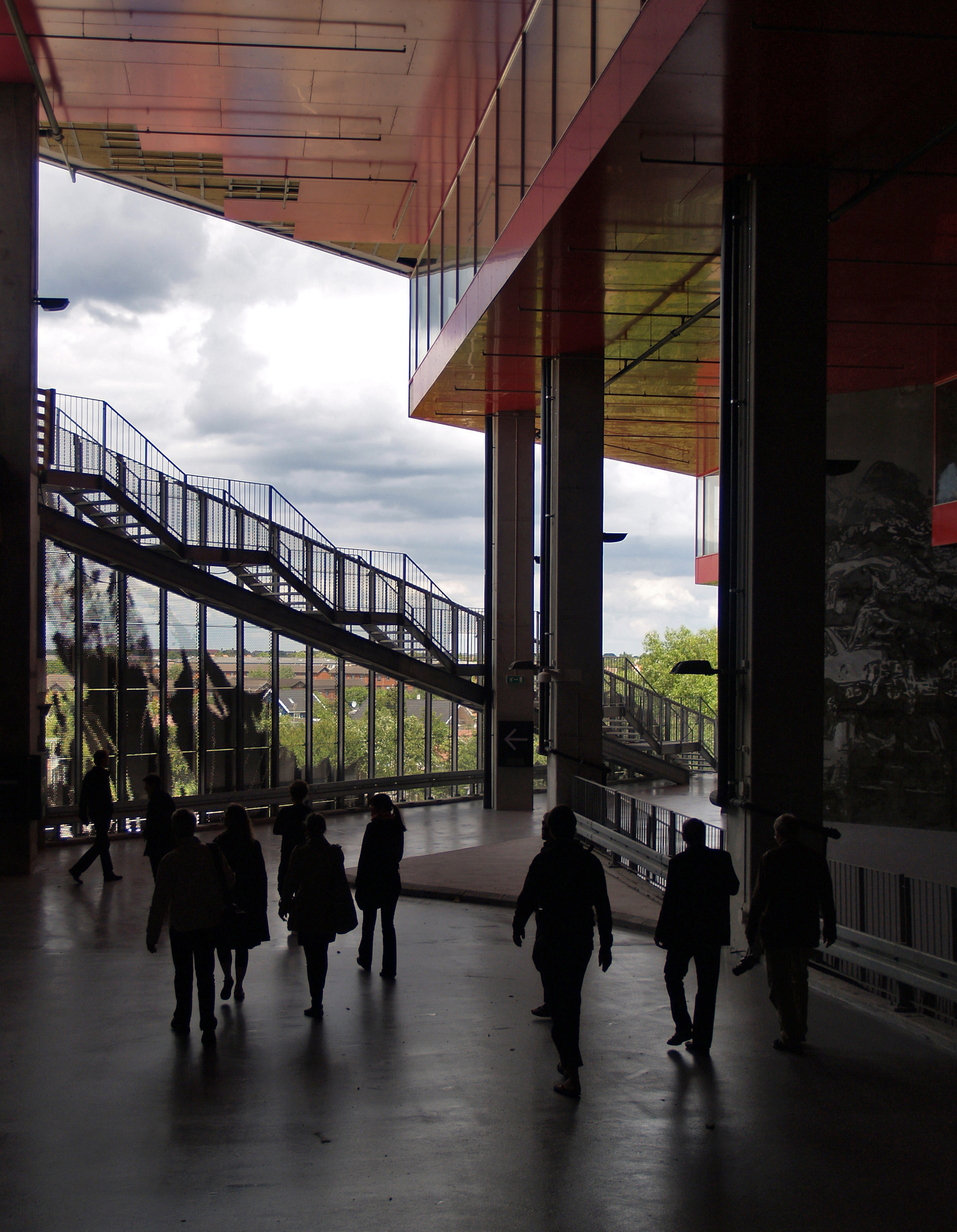
Interior de las Viviendas de la Montaña

En ocasiones especiales, el espacio urbano del estacionamiento se usa para eventos y fiestas, como la fiesta de clausura de la Distorisión de Copenhague en 2008.
Una escalera pública instalada por fuera del inmueble permite al público “escalar la montaña” y una asociación local de alpinistas va a inaugurar una pared especial para poder escalar la montaña por un lado de esta.
Las Viviendas de la Montaña se presentaron en el documental de parkour “My Playground”.

## Premios
- ULI Award for Excellence in 2009
- 2009 MIPIM Award for Best Residential Development
- World Architecture Festival Award for Best Residential Building
- Forum AID Award for Best Building in Scandinavia in 2008